# Hylaeus semirufus
Hylaeus semirufus är en biart som först beskrevs av Cockerell 1914.  Hylaeus semirufus ingår i släktet citronbin, och familjen korttungebin. Inga underarter finns listade i Catalogue of Life.

## Bildgalleri

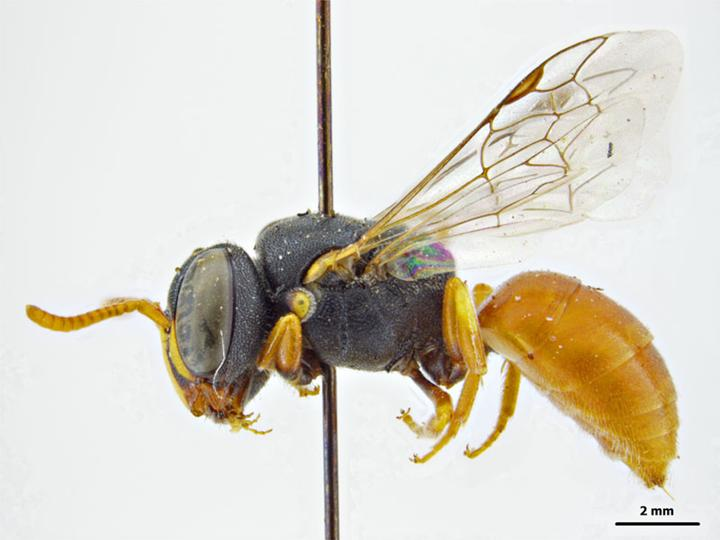
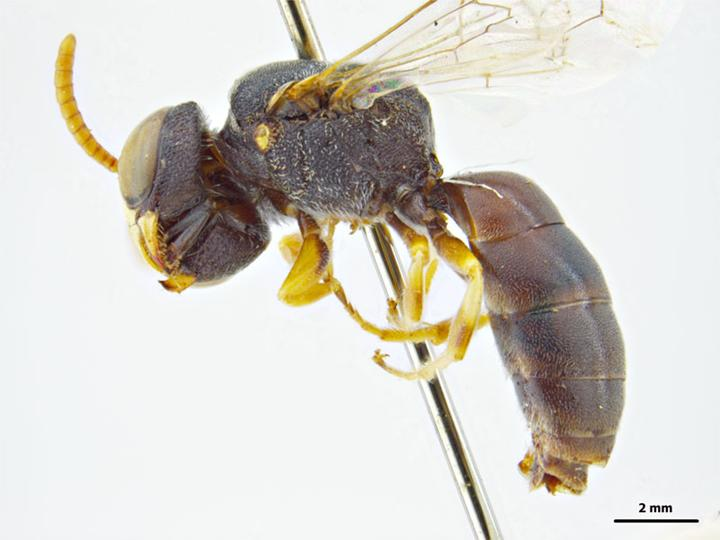